# Oxygonum ovalifolium
Oxygonum ovalifolium är en slideväxtart som beskrevs av Robyns & E. Petit. Oxygonum ovalifolium ingår i släktet Oxygonum och familjen slideväxter. Inga underarter finns listade i Catalogue of Life.